# کارل مارکس جوان
کارل مارکس جوان (به انگلیسی: The Young Karl Marx)؛ (به فرانسوی: Le jeune Karl Marx) فیلمی فرانسوی در سبک درام و زندگینامه‌ای به کارگردانی رائول پک محصول سال ۲۰۱۷ است که سال‌های جوانی کارل مارکس را به نمایش می‌گذارد. از بازیگران آن می‌توان به آگوست دیهل، الیویه گورمه، و رولف کانیس اشاره کرد.
کارل مارکس جوان یک اثر جذاب، گیرا، با بازیگری خوب و نیت صادقانه است که از دانش و اطلاعات تاریخی دقیقی بهره برده و صرفاً کنکاشی دست و پا شکسته و تلخ و شیرین در یک موضوع تاریخی نیست. سبک فیلمسازی هوشمندانه و به خوبی به هم تنیده رائول پک مباحث سیاسی مخفیانه آن دوران را به مسایل قابل فهم زمانه امروزی منتقل کرده و بوی نای کهنه مباحث آکادمیک را از آن زدوده است.
منتقد نشریه گاردین اعلام کرد به رغم پیش‌بینی‌ها با توجه به بازیگری هوشمندانه و تمرکز بر فیلم‌نامه و کارگردانی فیلم خوبی از آب درآمده است.
هر چند مباحث و افکار در شکلی قابل فهم و گاه حتی بسیار هیجان آوری ارائه می‌شوند ولی با در نظر گرفتن زمینه‌های موضوعات هر کسی با حداقل آشنایی با حوادث تاریخی پس از آن ممکن است به این نتیجه برسد که فیلم با صراحت و قدرت کافی عروج احساسی داستان را بیان نمی‌کند.
تمرکز ویژه فیلم بر این دوره از زندگی مارکس به رائول پک و پاسکال بونیتزر که مشترکاً فیلمنامه را نوشته‌اند، امکان می‌دهد که در این فیلم دو ساعته اختلافات و مباحث درونی کمونیست‌ها را به خوبی منعکس کرده و در نقطه مقابل مارکس به عنوان سیاستمداری سالخورده و با مو و ریش‌های بلند و جو گندمی که در ذهن عموم جا افتاده، مارکس جوان به عنوان شخصیتی قوی و جذاب را به خوبی به تصویر بکشند.
یکی از نقاط قوت غیرمنتظره فیلم داستان‌های عاشقانه دوگانه آن است؛ ولی مثل هر داستان دیگری در مورد بنیانگذاران (پدران) کمونیسم در این فیلم نیز عشق واقعی در حقیقت دوستی عمیقی است که بین مارکس که همیشه در فقر و تبعید زندگی می‌کند و انگلس «بورژوای انقلابی» وجود دارد که با وفاداری کامل و در بسیاری از موارد به شکل مالی از دوستش حمایت می‌کند.
در فوریه ۲۰۱۷ این فیلم در جشنواره فیلم برلین برای اولین بار به نمایش درآمد.